# Cerynia nigropustulata
Cerynia nigropustulata är en insektsart som beskrevs av Schmidt 1904. Cerynia nigropustulata ingår i släktet Cerynia och familjen Flatidae. Inga underarter finns listade i Catalogue of Life.